# Saropogon subauratus
Saropogon subauratus är en tvåvingeart som först beskrevs av Walker 1854.  Saropogon subauratus ingår i släktet Saropogon och familjen rovflugor. Inga underarter finns listade i Catalogue of Life.